# Homeland (jeu vidéo)
Pour les articles homonymes, voir Homeland.
Homeland (ホームランド, hōmurando) est un jeu vidéo de rôle édité et développé par Chunsoft. Il est sorti exclusivement au Japon le 30 juin 2005 sur GameCube. Le jeu peut être joué en ligne à l'aide d'un modem, en LAN ou simplement hors ligne en solo,.